# Glasbach (Wilhelmsthal)
Glasbach ist ein Wohnplatz der Gemeinde Wilhelmsthal im Landkreis Kronach (Oberfranken, Bayern), der in dem Gemeindeteil Grümpel aufgegangen ist.

## Geographie
Die aus zwei Wohngebäuden bestehende Einöde liegt in Hanglage zu der Grümpel im Nordwesten und zu dem Glasbach, einem rechten Zufluss der Grümpel, im Südwesten. Eine Gemeindeverbindungsstraße führt zur Kreisstraße KC 28 (0,4 km südöstlich) bzw. über Grümpel zu einer Gemeindeverbindungsstraße, die nach Wilhelmsthal zur Staatsstraße 2200 verläuft (1,8 km westlich).

## Geschichte
Gegen Ende des 18. Jahrhunderts bestand Glasbach aus einem Anwesen. Das Hochgericht übte das bambergische Centamt Kronach aus. Die Grundherrschaft über das Tropfhaus hatte das Rittergut Weißenbrunn-Steinberg inne.
Mit dem Gemeindeedikt wurde Glasbach dem 1808 gebildeten Steuerdistrikt Steinberg und der 1818 gebildeten Ruralgemeinde Steinberg zugewiesen. Von 1888 bis 1964 wurde der Ort in den amtlichen Ortsverzeichnissen erwähnt, jedoch nicht als eigenständiger Gemeindeteil, sondern dem Gemeindeteil Grümpel zugehörig. Auf einer topographischen Karte von 1940 wurde der Ort noch namentlich verzeichnet. Am 1. Mai 1978 wurde Glasbach im Zuge der Gebietsreform in Bayern in die Gemeinde Wilhelmsthal eingegliedert. Heute ist es Haus Nr. 5 von Grümpel.

### Einwohnerentwicklung
| Jahr      | 001818 | 001861 | 001871 |
| Einwohner | 7      | 8      | 5      |
| Häuser    | 1      |        |        |
| Quelle    | [ 3 ]  | [ 8 ]  | [ 9 ]  |

## Religion
Der Ort ist römisch-katholisch geprägt und nach St. Laurentius in Neufang gepfarrt.